# باويط
قرية باويط هي إحدى القرى التابعة لمركز ديروط في محافظة أسيوط في جمهورية مصر العربية. حسب إحصاءات سنة 2006، بلغ إجمالي السكان في باويط 9516 نسمة، منهم 4964 رجل و4552 امرأة.